# 淇河酒
淇河酒是河南鹤壁出产的一种白酒，源于1975年当地成立的国营河南省子贡酒厂，后数度易名。淇河酒乃以东北大高粱为主料、小麦、大麦为辅料，以小麦制曲，经老窖泥池发酵、立窖、挑窖、蒸馏、勾兑、窖藏三年而酿成的浓香型白酒。现产品包括「淇河」与“洞藏”两个系列。